# Nijneangarsk
Nijneangarsk  (en russe : Нижнеангарск ; en bouriate : Доодо Ангар) est une commune urbaine de la république de Bouriatie, en Russie. Sa population s'élevait à 4 270 habitants en 2019.

## Géographie
Nijneangarskse trouve dans le sud de la Sibérie, sur la rive nord du lac Baïkal, à 458 km au nord d'Oulan-Oude, à 518 km au nord-est d'Irkoutsk, à 1 039 km à l'est de Krasnoïarsk et à 4 293 km à l'est de Moscou.

Le total annuel des précipitations relevées à Nijneangarsk, est de 409 millimètres avec la période la plus arrosée étant la saison estivale qui va de juin à septembre.

## Population
Recensements ou estimations de la population
| 1939  | 1959  | 1970  | 1979  | 1989  | 2002  | 2010  | 2012  |
| ----- | ----- | ----- | ----- | ----- | ----- | ----- | ----- |
| 5 142 | 3 690 | 3 282 | 5 870 | 6 977 | 5 595 | 5 030 | 4 963 |

| 2013  | 2014  | 2015  | 2016  | 2017  | 2018  | 2019  | 2020 |
| ----- | ----- | ----- | ----- | ----- | ----- | ----- | ---- |
| 4 885 | 4 822 | 4 781 | 4 710 | 4 520 | 4 400 | 4 270 | -    |

## Transports
La ville possède un aéroport : l'Aéroport de Nijneangarsk.